# Salsa grand veneur

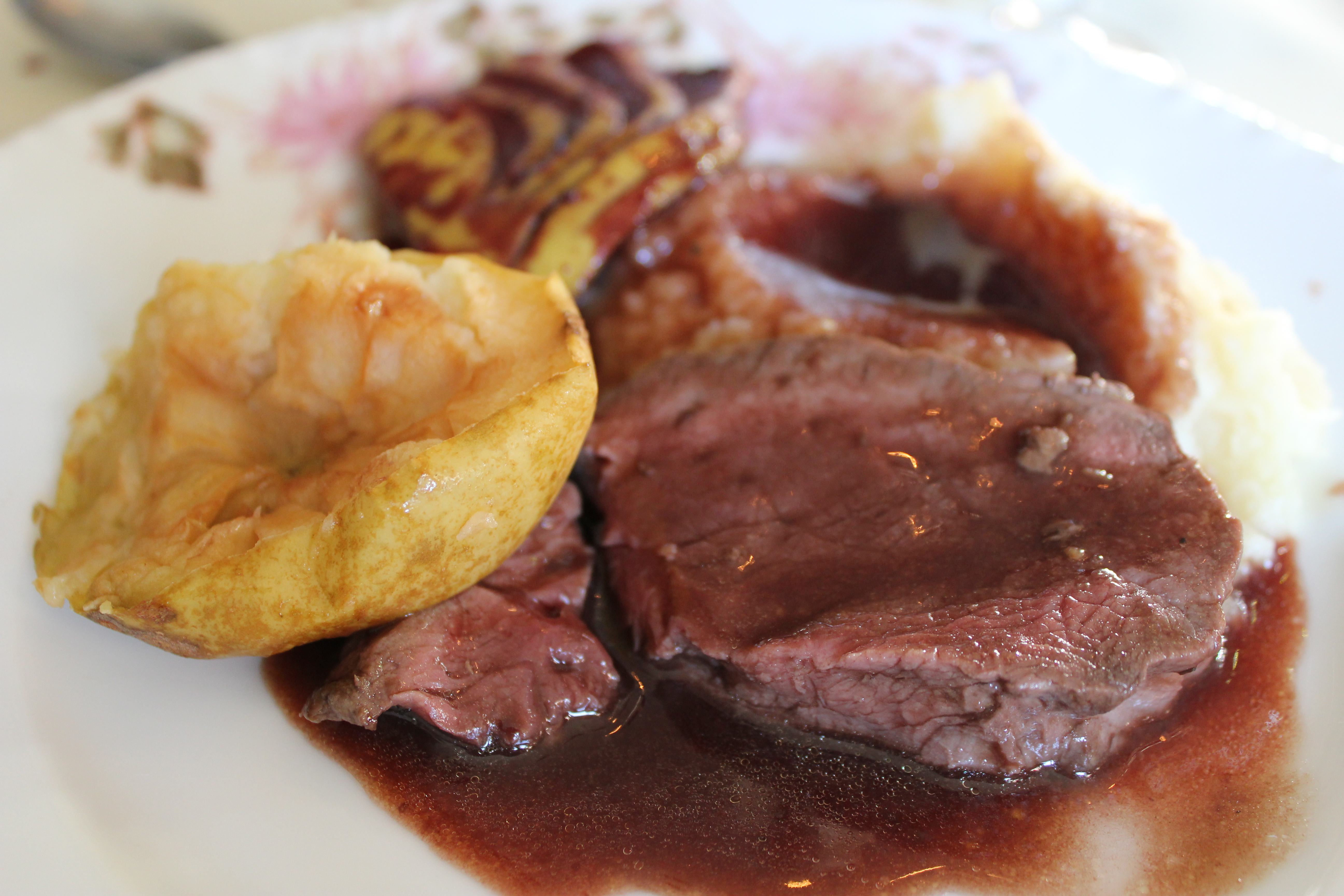
Salsa grand veneur con un trozo de carne de ciervo.

La salsa grand veneur es una salsa a base de una reducción de vino tinto. Esta salsa densa y cremosa, es ideal para acompañar carne, aves, venado y caza.

## Ingredientes
Sus ingredientes son vino tinto, cebollas, echalotes, tomillo, laurel, harina, vinagre de vino, caldo o caldo de ternera, jalea de grosellas, mantequilla, aceite de oliva, sal y pimienta·. Puede ser acompañada con jamón crudo, también con zanahorias y chocolate negro.

## Acompañamiento
Esta salsa permite acompañar carnes rojas y blancas, caza, aves y liebres, carne de caza (ciervos o jabalíes.).

## Maridaje con el vino
Dado los tipos de carnes que acompaña, esta salsa requiere el uso de vinos tintos de carácter tales como un Cahors, un borgoña (Pommard o Clos-Vougeot), o un Pomerol.